# 德国铁甲舰列表

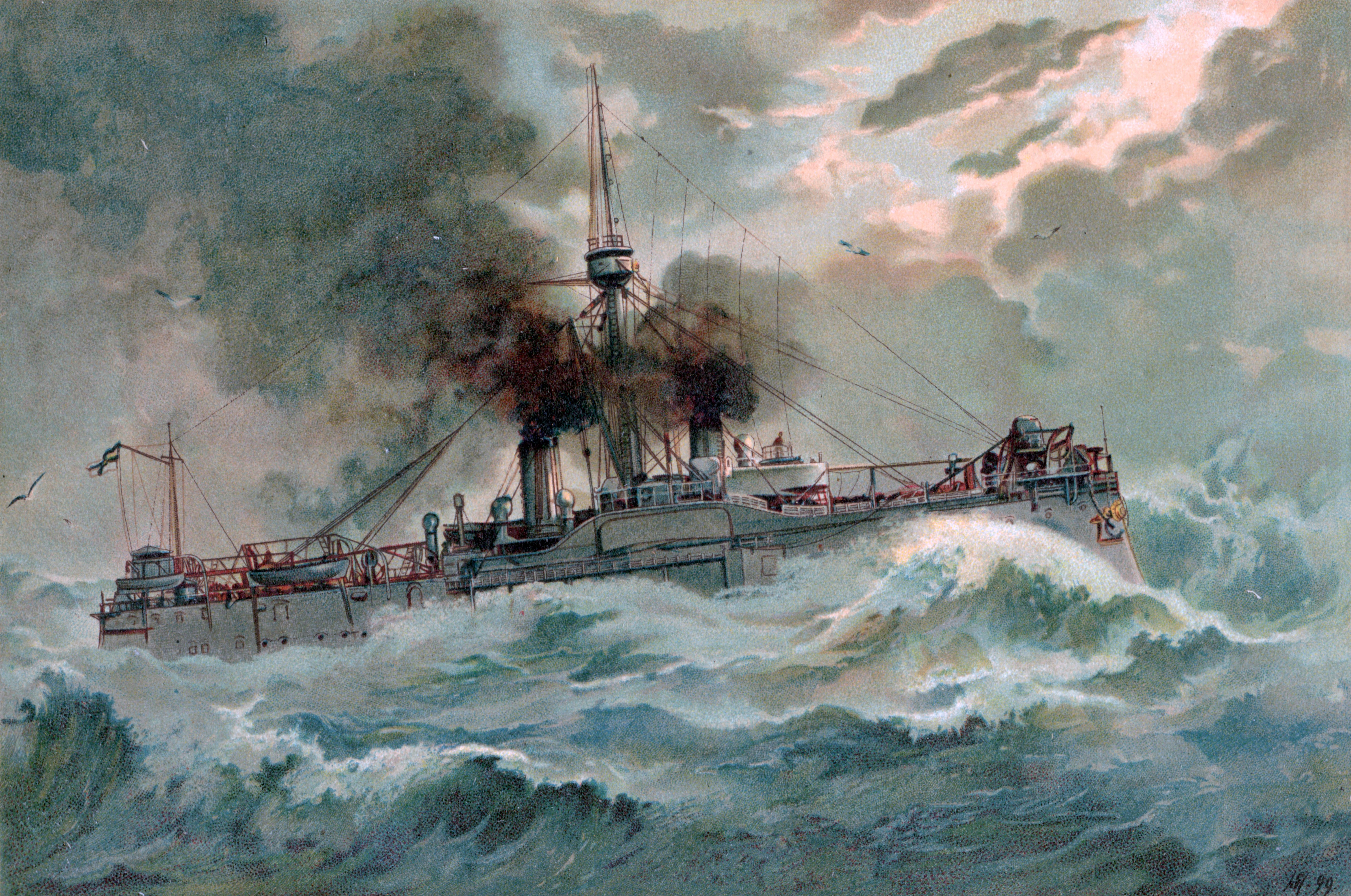
德国最后一艘铁甲舰——奥尔登堡号的石版画（1902年）

德国铁甲舰列表包含普鲁士海军暨后来的德意志帝国海军从1860年代中期至1880年代初合共购买或建造的十六艘铁甲舰。直至1860年，普鲁士海军仍只有无防护的木制军舰。翌年，阿达尔贝特亲王与阿布雷希特·冯·罗恩拟定了一份舰队扩充计划，其中包括四艘大型铁甲舰和四艘小型铁甲舰。因为当时德国造船厂尚不具备建造此类舰船的能力，计划中后者的两艘将立即向英国订购。到1864年第二次石勒苏益格战争爆发时，敌对的丹麦海军已有三艘铁甲舰入役；因此，普鲁士购买了当时分别由英国和法国建造的铁甲舰阿米尼乌斯号和阿达尔贝特亲王号。但由于战争所引发的政治问题，阿米尼乌斯号和阿达尔贝特亲王号的交付被推迟至普奥联军获胜之后。两艘舰于1865年投入服役。
1870年普法战争爆发时，普鲁士海军又得到了三艘铁甲舰，分别为腓特烈·卡尔号、王储号和威廉国王号。第四艘汉萨号是向普鲁士本土造船商订购的，但因未能及时完工而无法在战争期间服役。在1871年的战争余波中，各个日耳曼邦国在普鲁士的统治下统一为德意志帝国；普鲁士海军成为帝国海军的核心。三艘普鲁士级炮塔舰于1870年代初在德国建造，其后在这一年代中期又建造了两艘皇帝级舰只，成为德国从海外造船厂订购的最后一批主力舰。帝国海军战略规划的转变对下一批铁甲舰、即四艘萨克森级舰只的设计产生了影响。它们旨在从设防的基地出击以突破海上封锁，而非在公海行动。奥尔登堡号作为德国建造的最后一艘铁甲舰，原本应是萨克森级的第五艘舰，但当局对这些舰只的不满而导致了新的设计。由于萨克森级的拙劣表现和绿水学派的崛起，德国海军于1880年代暂时停止建造主力舰；取而代之的是专注于构建一支大规模的鱼雷艇力量用于海岸防御。
| 武装   | 主要武器装备的数量和类型               |
| 装甲   | 装甲带的最大厚度                       |
| 排水量 | 作战满载排水量                         |
| 推进器 | 轴数量、推进器类型及由此产生的最高航速 |
| 造价   | 造舰费用                               |
| 运用   | 舰只开建和竣工日期及其最终结局         |
| 铺设   | 开始铺设龙骨日期                       |
| 服役   | 舰只入役日期                           |
| 结局   | 舰只最终结局（例如沉没、拆解）         |

## 舰只

### 阿米尼乌斯号

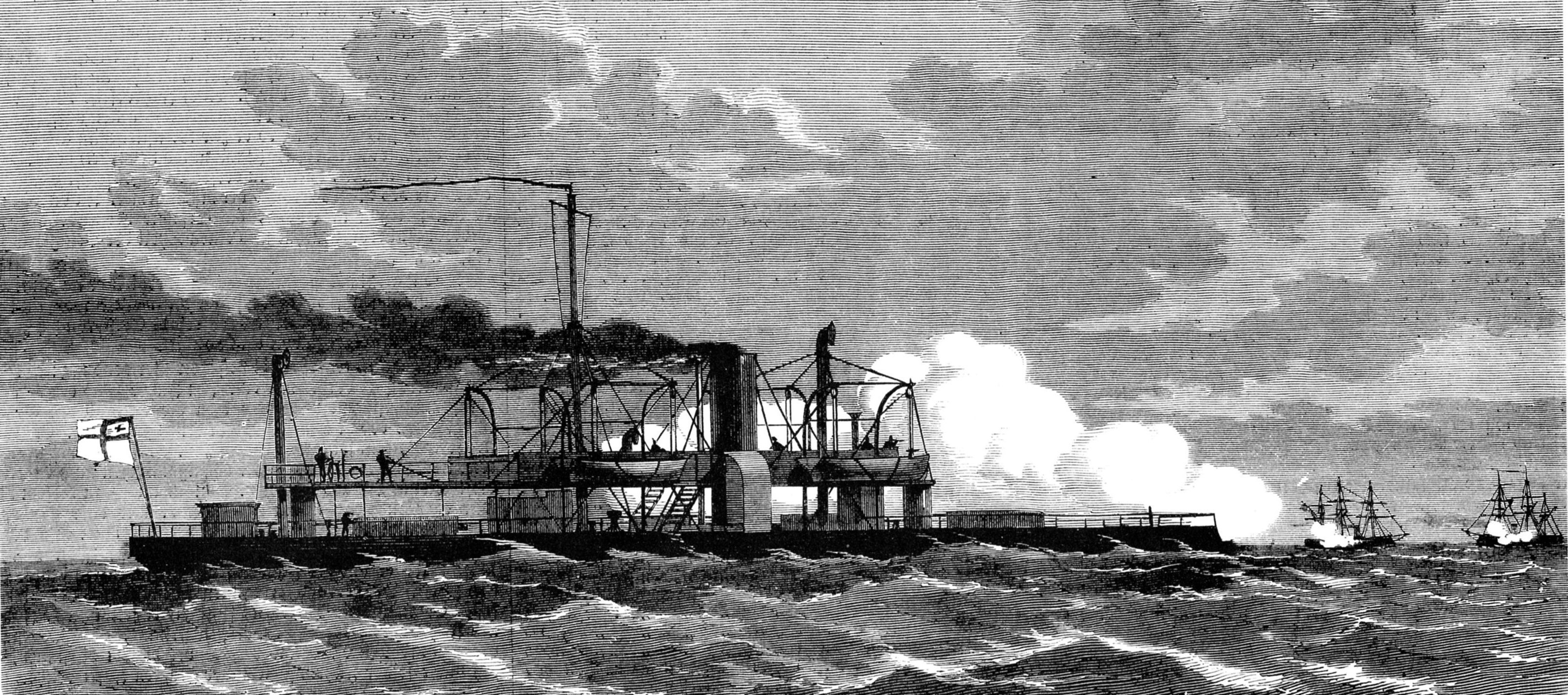
阿米尼乌斯号在普法战争中与法国军舰交战的插画

阿米尼乌斯号是普鲁士海军暨后来的德意志帝国海军的第一艘铁甲炮塔舰。它由英国海军上校考珀·科尔斯所设计，并由伦敦的萨穆达兄弟船厂作为投机产物承建；普鲁士在对抗丹麦的第二次石勒苏益格战争期间将其购入，但直至战争结束后才交付。舰只在舯部的一对旋转式炮塔上装备有四门210毫米口径炮。
阿米尼乌斯号在普鲁士海军服役的前六年曾担任岸防舰职能。在德意志统一的过程中，它在普奥战争和普法战争时都得到广泛的运用。在后者的冲突期间，该舰是法军对德国港口实施封锁的主要挑战。战争结束后，阿米尼乌斯号撤出前线服役，并被用于各种次要角色，包括作为轮机舱船员的训练船以及担任教练舰布吕歇尔号的附属船。该舰最终于1901年出售，并于次年拆解报废。
| 舰只         | 武装                  | 装甲    | 排水量 | 推进器                           | 造价            | 运用   | 运用          | 运用           |
| 舰只         | 武装                  | 装甲    | 排水量 | 推进器                           | 造价            | 铺设   | 服役          | 结局           |
| ------------ | --------------------- | ------- | ------ | -------------------------------- | --------------- | ------ | ------------- | -------------- |
| 阿米尼乌斯号 | 4 × 210毫米19倍径箍炮 | 114毫米 | 1829吨 | 单轴单胀蒸汽机，10節（19每小時） | 188.7万黄金马克 | 1863年 | 1865年4月22日 | 1902年拆解报废 |

### 阿达尔贝特亲王号

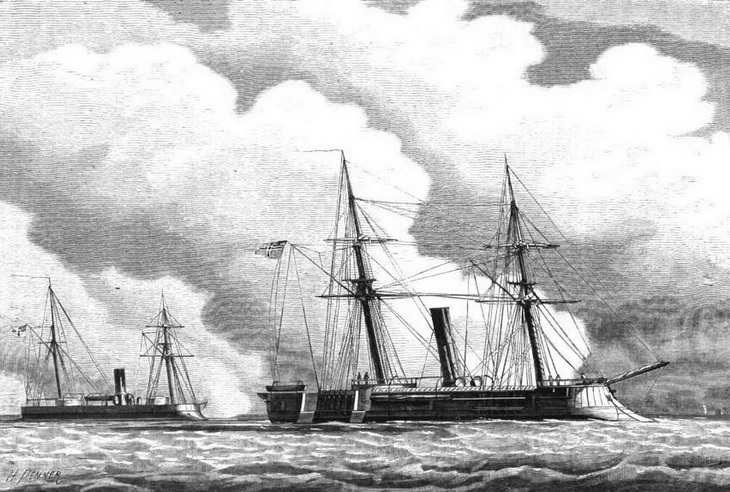
阿达尔贝特亲王号（右）

阿达尔贝特亲王号原是波尔多的阿芒兄弟船厂为美利坚联盟国海军而建，但普鲁士在对抗丹麦的第二次石勒苏益格战争期间将其购入。与阿米尼乌斯号一样，该舰直至战争结束后才交付。它被设计为一艘铁甲撞角舰，但也配备有安装在固定炮塔上的三门炮，口径分别为一门210毫米和两门170毫米。阿达尔贝特亲王号的构造不佳，因此运用生涯十分有限。当1865年交付普鲁士后，该舰即进行了大规模改造，并于1866年至1871年间短暂服役于舰队。在1870－1871年的普法战争期间，它被委派至汉堡担任警备船。战后，人们发现舰只内部的木质结构已经严重腐烂；因此，它于1871年10月被撤出现役。至1878年5月，阿达尔贝特亲王号正式从海军序列中除籍，并于同年拆解报废。
| 舰只             | 武装                                       | 装甲    | 排水量 | 推进器                              | 造价            | 运用   | 运用           | 运用           |
| 舰只             | 武装                                       | 装甲    | 排水量 | 推进器                              | 造价            | 铺设   | 服役           | 结局           |
| ---------------- | ------------------------------------------ | ------- | ------ | ----------------------------------- | --------------- | ------ | -------------- | -------------- |
| 阿达尔贝特亲王号 | 1 × 210毫米19倍径箍炮 2 × 70毫米25倍径箍炮 | 127毫米 | 1560吨 | 双轴单胀蒸汽机，9.5節（17.6每小時） | 186.3万黄金马克 | 1863年 | 1865年10月29日 | 1878年拆解报废 |

### 腓特烈·卡尔号

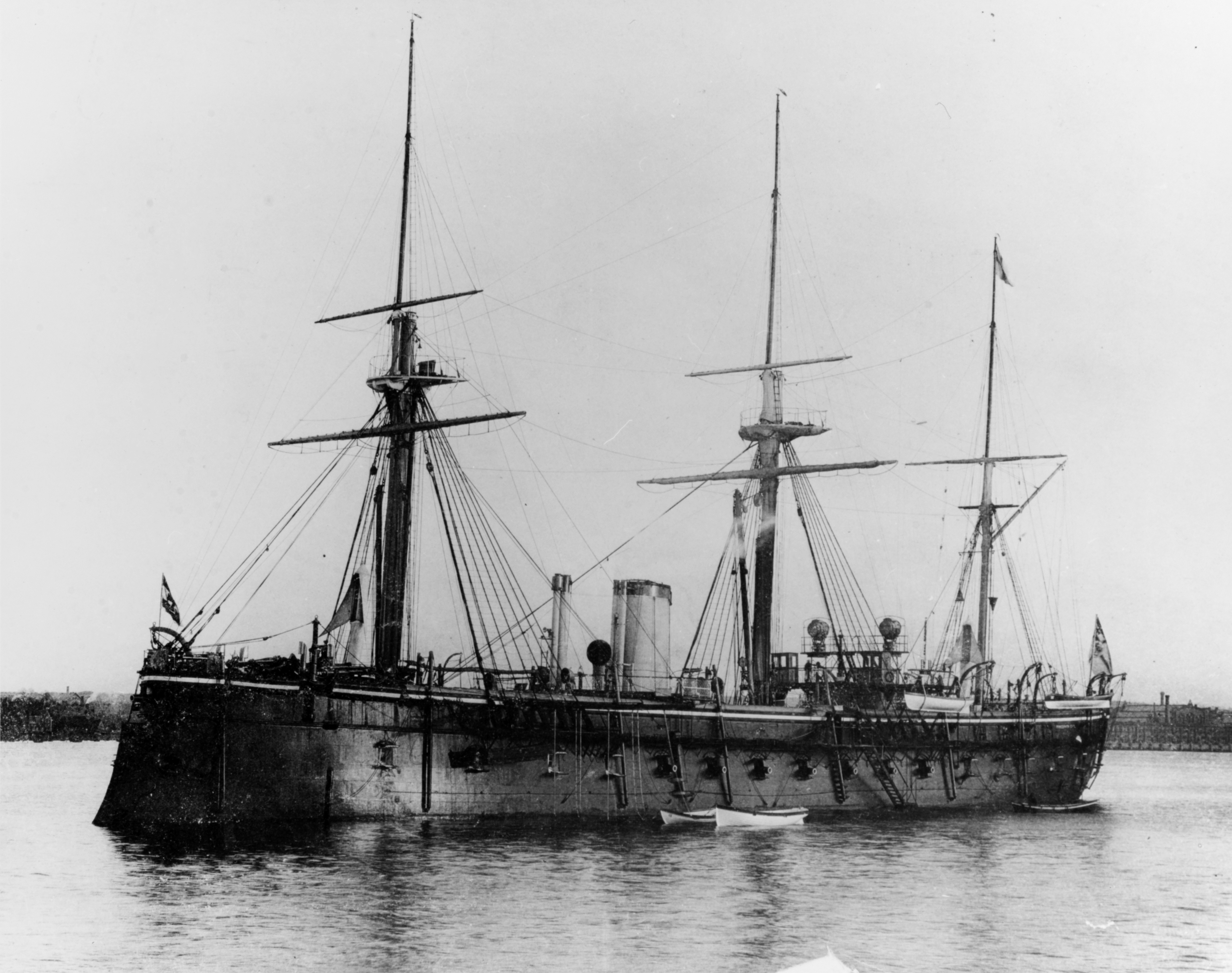
腓特烈·卡尔号

腓特烈·卡尔号是由土伦的地中海船厂于1860年代中期为普鲁士海军而建。作为一艘铁甲巡防舰，它在两边舷侧安装有十六门210毫米主炮。其船体自1866年动工，1867年1月下水，至同年10月投入当时新成立的北德意志联邦海军使用，之后跟随舰队服役。在普法战争期间，腓特烈·卡尔号是海军中将爱德华多·冯·雅赫曼麾下铁甲分舰队的重要组成部分。然而，该舰与分舰队内的另外两艘舰都饱受发动机故障困扰。结果，它们仅从威廉港出击了两次去挑战法国的封锁。两次都未引发交火。
在1873年的州省革命期间，腓特烈·卡尔号也曾被部署至西班牙，并在两次交火中协助缴获了三艘叛军舰只。该舰于1880年代在威廉港的帝国船厂进行改造。1895年，腓特烈·卡尔号退出现役，当时它被改装成一艘训练船。它于1902年被重命名为“海王星号”，并作为一艘港口船使用，直至1905年6月正式从海军序列中除籍。翌年，舰只被售予一家荷兰拆船商，最终拆解报废。
| 舰只          | 武装                                         | 装甲    | 排水量 | 推进器                               | 造价            | 运用   | 运用          | 运用           |
| 舰只          | 武装                                         | 装甲    | 排水量 | 推进器                               | 造价            | 铺设   | 服役          | 结局           |
| ------------- | -------------------------------------------- | ------- | ------ | ------------------------------------ | --------------- | ------ | ------------- | -------------- |
| 腓特烈·卡尔号 | 2 × 210毫米22倍径箍炮 14 × 210毫米19倍径箍炮 | 127毫米 | 6932吨 | 单轴单胀蒸汽机，13.5節（25.0每小時） | 645.3万黄金马克 | 1866年 | 1867年10月3日 | 1906年拆解报废 |

### 王储号

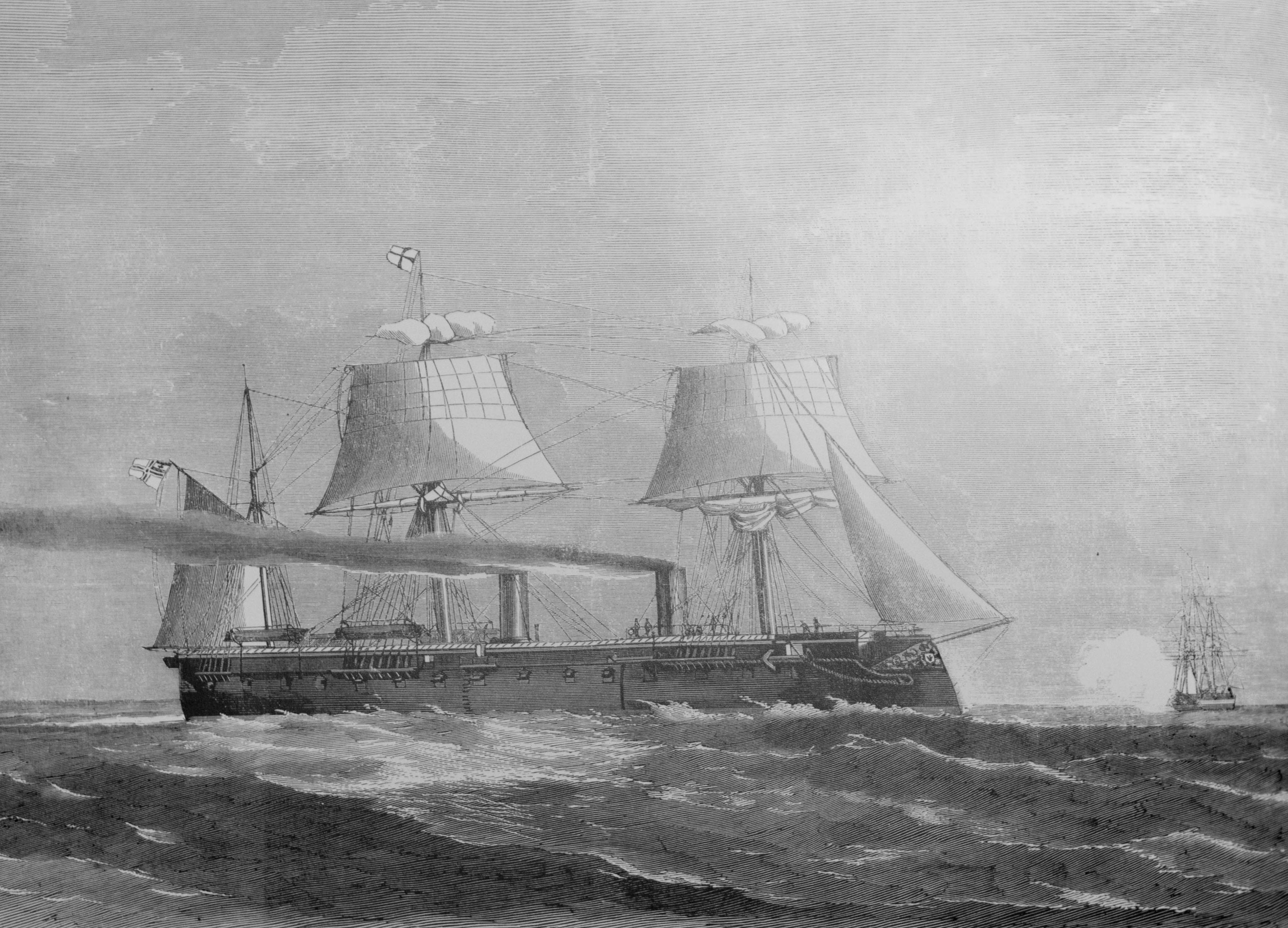
王储号插画（1868）

王储号是由伦敦的萨穆达兄弟船厂于1866－1867年间为普鲁士海军而建。它自1866年开始铺设龙骨，1867年5月下水，至同年9月投入北德意志联邦海军使用。这是普鲁士海军订购的第四艘铁甲舰，但却先于腓特烈·卡尔号入役。作为一艘铁甲巡防舰，它配备有十六门210毫米箍炮作为主炮，并在运用生涯的后期增加了几门小型火炮。
在普法战争期间，王储号发挥的作用有限。由于该舰连同阵中的另外两艘铁甲舰均遭遇发动机故障，阻碍了它们执行突破法国封锁的任务。王储号仅参加了两次行动，但两次都未能形成交战。它在随后的帝国海军服役，包括一度用于地中海地区的外交任务，直至1901年被改装成一艘锅炉舱人员的训练船。在第一次世界大战结束之前，王储号都担任此职能，并最终于1921年拆解报废。
| 舰只   | 武装                                         | 装甲    | 排水量 | 推进器                               | 造价            | 运用   | 运用          | 运用           |
| 舰只   | 武装                                         | 装甲    | 排水量 | 推进器                               | 造价            | 铺设   | 服役          | 结局           |
| ------ | -------------------------------------------- | ------- | ------ | ------------------------------------ | --------------- | ------ | ------------- | -------------- |
| 王储号 | 2 × 210毫米22倍径箍炮 14 × 210毫米19倍径箍炮 | 124毫米 | 6760吨 | 单轴单胀蒸汽机，14.7節（27.2每小時） | 629.7万黄金马克 | 1866年 | 1867年9月19日 | 1921年拆解报废 |

### 威廉国王号

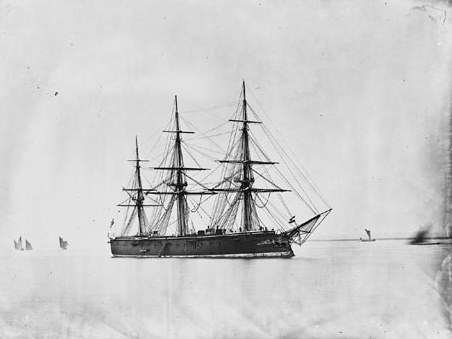
威廉国王号于英国格雷夫森德

威廉国王号于1865年在伦敦的泰晤士造船厂铺设龙骨，最初的舰名是由奥斯曼帝国海军所赋予的“法蒂赫号”（Fatih）。它于1867年2月由普鲁士购得，1868年4月下水，至1869年2月投入北德意志联邦海军使用。这是一艘铁甲巡防舰，配备有十六门240毫米炮和五门210毫米炮作为主炮；在运用生涯后期则又增加了一些小型火炮和鱼雷发射管。该舰一度是德国海军中最大、最具威力的军舰；其体积尺寸直至1891－1892年间才被新下水的勃兰登堡级前无畏舰所超越。
威廉国王号曾在1870－1871年的普法战争期间担任普鲁士舰队的旗舰，但发动机故障使其无法参与任何行动。1878年，该舰意外撞沉了大选帝侯号铁甲舰，造成大量人员伤亡。它于1890年初代重返服役，并参与舰队演习。威廉国王号于1895－1896年被重建为大巡洋舰；然而至1904年初，它便被更新式的舰只所取代。同年5月，它撤出现役，被用作水上兵营和训练船，并在第一次世界大战期间始终担任这个角色。1921年，在经历了52年的运用生涯和三次政权更替后，该舰最终拆解报废。
| 舰只       | 武装                                         | 装甲    | 排水量  | 推进器                               | 造价             | 运用   | 运用          | 运用           |
| 舰只       | 武装                                         | 装甲    | 排水量  | 推进器                               | 造价             | 铺设   | 服役          | 结局           |
| ---------- | -------------------------------------------- | ------- | ------- | ------------------------------------ | ---------------- | ------ | ------------- | -------------- |
| 威廉国王号 | 18 × 240毫米20倍径箍炮 5 × 210毫米22倍径箍炮 | 305毫米 | 10761吨 | 单轴单胀蒸汽机，14.7節（27.2每小時） | 1010.3万黄金马克 | 1865年 | 1869年2月20日 | 1921年拆解报废 |

### 汉萨号

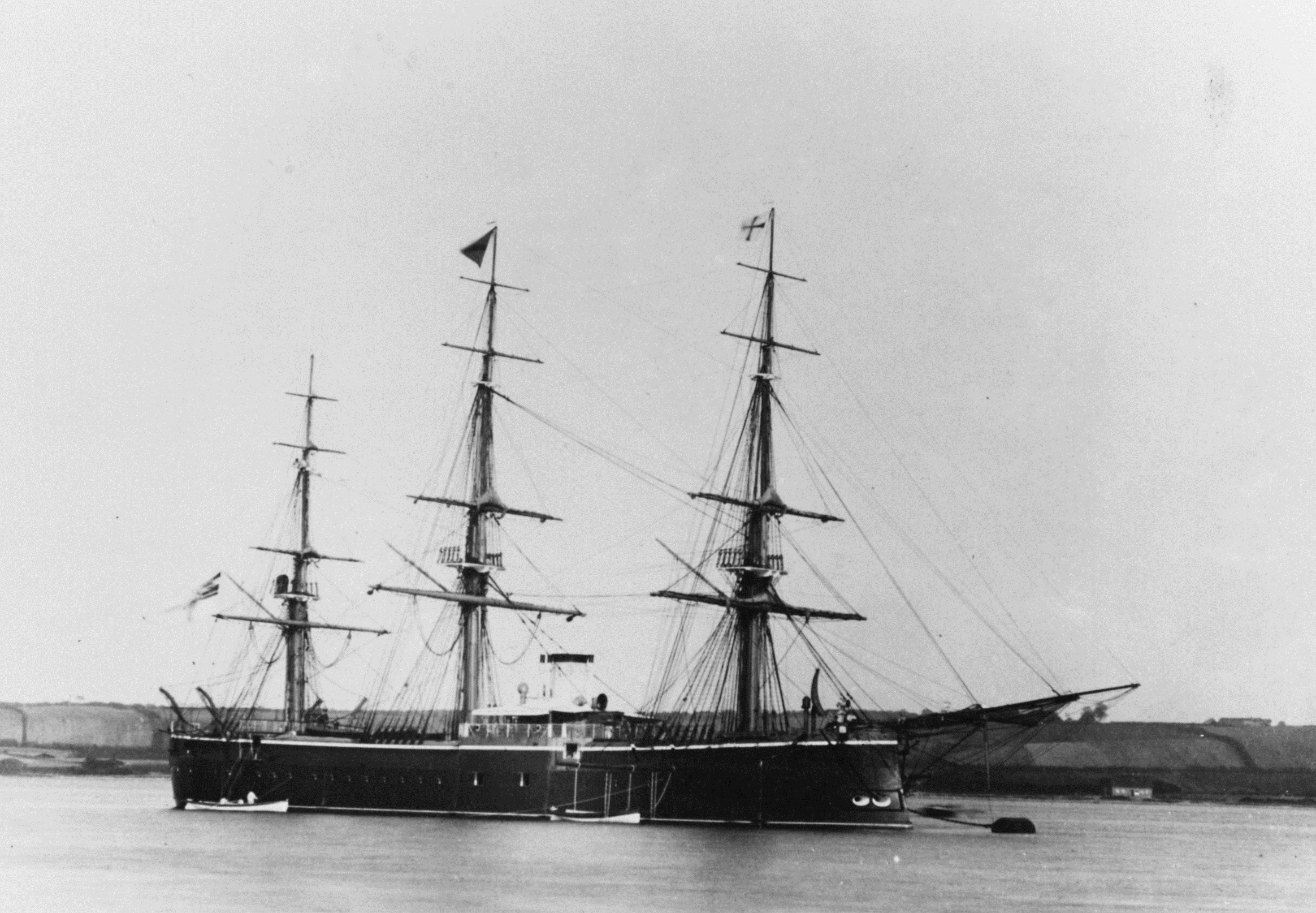
汉萨号于1880年代在基尔

汉萨号建于1868－1875年，是第一艘由德国本土建造的铁甲舰；此前的所有同类舰都是在法国和英国的造船厂建造。然而，这导致了更长的工期，因为它是由相对缺乏经验的但泽王家船厂承建。舰只于1872年10月下水，至1875年5月投入德意志帝国海军服役。汉萨号设计用作海外部署，因此被归类为铁甲护卫舰，并在中央炮台内装备有八门210毫米炮。
汉萨号于运用生涯的前九年都是在海外服役。1884年，当局发现其铁皮船体已严重腐蚀，已不适合继续服役。因此，它被撤出现役，继而担任各种次要职能。从1884年至1888年，它在基尔被用作警戒船，同时还负责培训轮机舱和锅炉舱人员。1888年，舰只正式从海军序列中除籍，成为驻基尔的一艘宿营船。汉萨号于1905年被转移至门克贝格，在那里继续培训锅炉舱人员，直到1906年被售予拆船商，并最终拆解报废。
| 舰只   | 武装                  | 装甲    | 排水量 | 推进器                               | 造价            | 运用   | 运用          | 运用           |
| 舰只   | 武装                  | 装甲    | 排水量 | 推进器                               | 造价            | 铺设   | 服役          | 结局           |
| ------ | --------------------- | ------- | ------ | ------------------------------------ | --------------- | ------ | ------------- | -------------- |
| 汉萨号 | 8 × 210毫米19倍径箍炮 | 152毫米 | 4404吨 | 单轴单胀蒸汽机，12.7節（23.5每小時） | 366.5万黄金马克 | 1868年 | 1875年5月19日 | 1906年拆解报废 |

### 普鲁士级

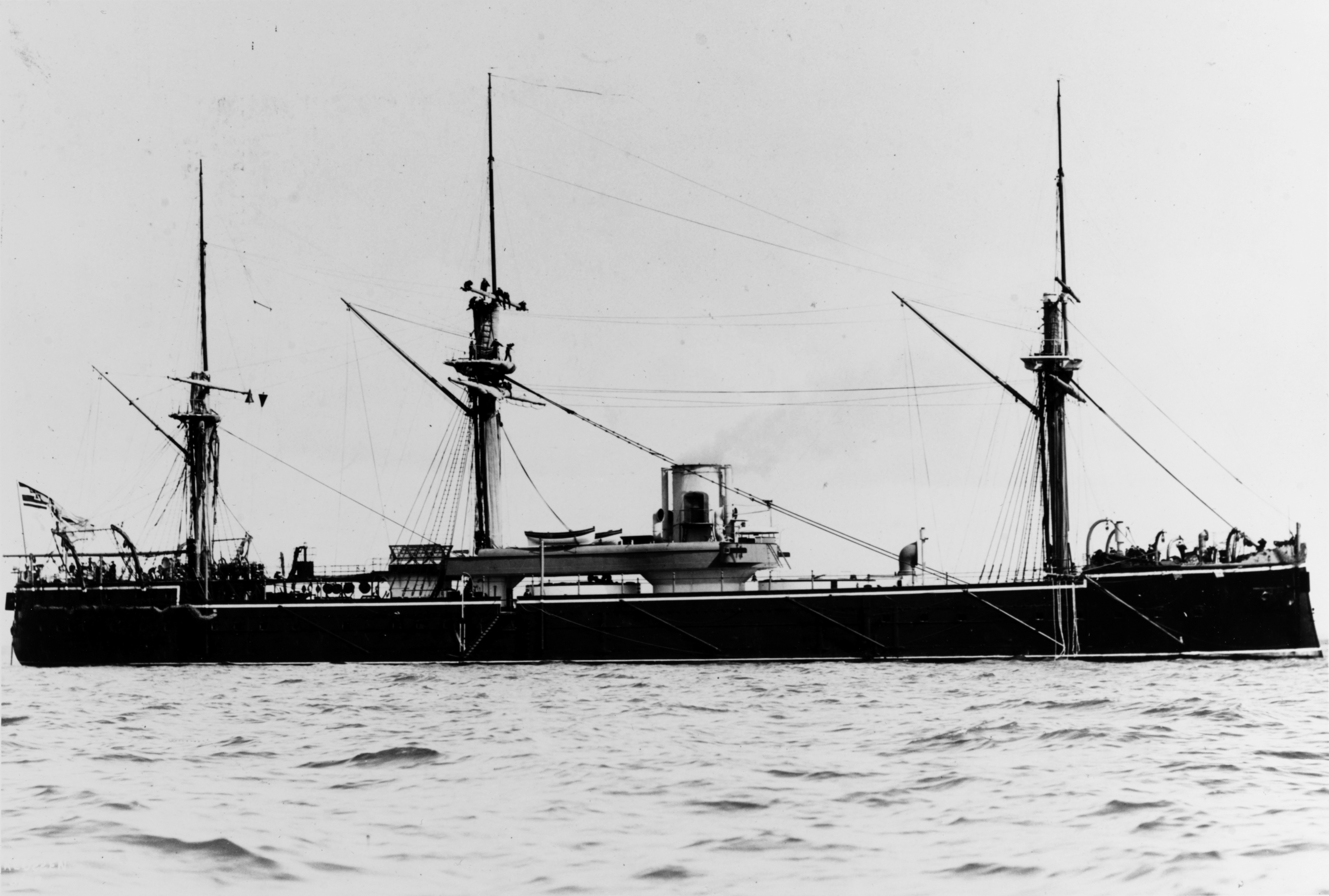
普鲁士号

普鲁士级由1870年初期建造的三艘铁甲巡防舰组成。其中首舰普鲁士号于1871年开建、1873年下水；腓特烈大帝号也于1871年开建、1874年下水；而大选帝侯号尽管是最早开建的一艘——自1869年便开始铺设龙骨，却直至1875年才下水。这主要是因为普鲁士号是由一家拥有建造大型船舶经验的商用造船厂建造的，而腓特烈大帝号和大选帝侯号则是由由新成立且缺乏经验的帝国（国营）船厂建造。这些舰只自1876年开始陆续投入舰队服役。
大选帝侯号在入役后不久的一次演习中便丧失，当时有两艘小型帆船越过大选帝侯号和威廉国王号的舰艏，迫使两艘舰都进行了紧急规避。在混乱中，威廉国王号与大选帝侯号发生碰撞，导致后者沉没。碰撞事件共造成逾200人丧生，并引发了大规模的政治内讧，主持事故调查工作的海军少将赖因霍尔德·冯·维尔纳因此被逐出海军。普鲁士号和腓特烈大帝号则在舰队服役直1890年代，然后被降为次要职责，包括曾担任港湾船，后来又成为贮煤废船。第一次世界大战结束后，这两艘舰最终分别于1919年和1920年拆解报废。
| 舰只         | 武装                  | 装甲    | 排水量 | 推进器                           | 造价            | 运用   | 运用           | 运用                  |
| 舰只         | 武装                  | 装甲    | 排水量 | 推进器                           | 造价            | 铺设   | 服役           | 结局                  |
| ------------ | --------------------- | ------- | ------ | -------------------------------- | --------------- | ------ | -------------- | --------------------- |
| 普鲁士号     | 4 × 260毫米22倍径箍炮 | 203毫米 | 7718吨 | 单轴单胀蒸汽机，14節（26每小時） | 730.3万黄金马克 | 1871年 | 1876年7月4日   | 1919年拆解报废        |
| 大选帝侯号   | 4 × 260毫米22倍径箍炮 | 203毫米 | 7718吨 | 单轴单胀蒸汽机，14節（26每小時） | 730.3万黄金马克 | 1869年 | 1878年5月6日   | 1878年5月31日碰撞沉没 |
| 腓特烈大帝号 | 4 × 260毫米22倍径箍炮 | 203毫米 | 7718吨 | 单轴单胀蒸汽机，14節（26每小時） | 730.3万黄金马克 | 1871年 | 1877年11月22日 | 1920年拆解报废        |

### 皇帝级

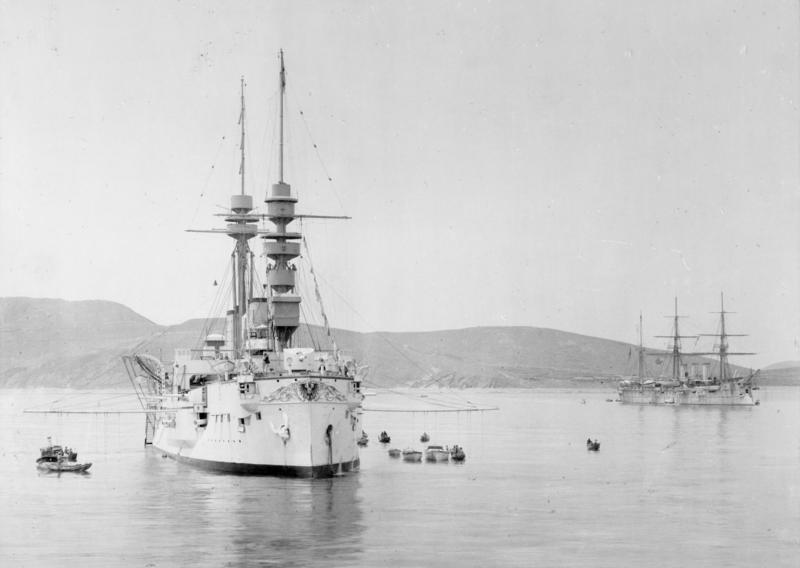
德国号在青岛

皇帝级是一对在1870年初期建造的铁甲巡防舰。其中首舰皇帝号于1871年开建、1874年下水；德国号则于1872年铺设、同样于1874年下水。这两艘舰均由英国船舶工程师爱德华·詹姆斯·里德设计，并在伦敦的萨穆达兄弟船厂建造。它们是最后一批在外国建造的德国主力舰。作为铁甲巡防舰，这些舰只配备有八门安装在中央装甲炮台上的260毫米炮作为主炮，最高速度可达14節（26每小時）。
两艘姊妹舰在1875年投入使用后都进入德国舰队服役，尽管它们大部分的职业生涯都被置于预备役，因为德国在这一时期只保留了少量现役舰艇用于训练巡航。它们于1890年代被实质上重建为装甲巡洋舰，并在亚洲驻扎了三年。其中在1897年11月占领胶州湾租借地期间，皇帝号是时任东亚分舰队司令、海军中将棣德利的旗舰。当1898年美西战争爆发时，两舰也曾被派驻菲律宾。在1899－1900年返回德国后，这些舰只曾担任数个次要角色，包括港湾船和宿营船。它们于1906年从海军序列中除籍；德国号在1908年被卖作废铁前曾充当靶舰，而皇帝号则一直担任浮动营房至1920年才出售。
| 舰只   | 武装                  | 装甲    | 排水量 | 推进器                               | 造价            | 运用   | 运用          | 运用           |
| 舰只   | 武装                  | 装甲    | 排水量 | 推进器                               | 造价            | 铺设   | 服役          | 结局           |
| ------ | --------------------- | ------- | ------ | ------------------------------------ | --------------- | ------ | ------------- | -------------- |
| 皇帝号 | 8 × 260毫米20倍径箍炮 | 254毫米 | 8940吨 | 单轴单胀蒸汽机，14.6節（27.0每小時） | 822.6万黄金马克 | 1871年 | 1875年2月13日 | 1920年拆解报废 |
| 德国号 | 8 × 260毫米20倍径箍炮 | 254毫米 | 8940吨 | 单轴单胀蒸汽机，14.6節（27.0每小時） | 824万黄金马克   | 1872年 | 1875年7月20日 | 1909年拆解报废 |

### 萨克森级

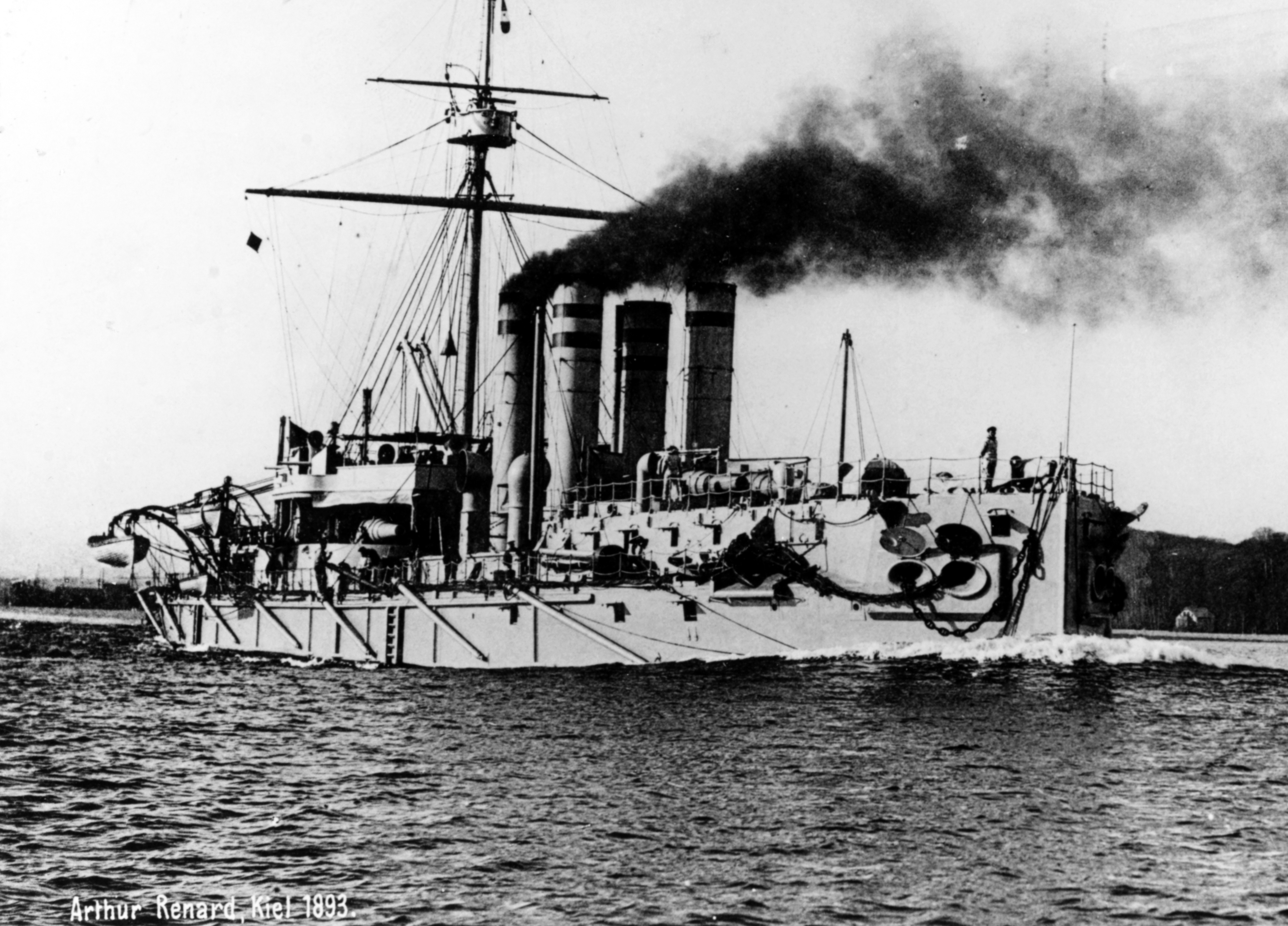
巴伐利亚号于1893年

四艘萨克森级舰只建于1870年代末至1880年代初。萨克森号、巴伐利亚号、符腾堡号和巴登号这四艘同级舰被设计作为海岸协防网络的一部分进行运用。它们的目的是要从设防森严的海军基地出击，以破坏敌人的封锁或登陆企图，因此也被帝国海军称为“突击护卫舰”（Ausfallkorvetten）。基于其既定角色，这些舰只的巡航半径较短，不适合在公海作战。但是它们仍配备有六门260毫米炮，旨在与同等条件下的敌对铁甲舰抗衡。
在1878－1883年投入服役后，四艘姊妹舰于1880年代和1890年代与舰队一同进行了多次训练演习和巡航。它们也曾担任德皇威廉二世外访时的护航工作，分别于1880年代末到访英国和1890年代初到访波罗的海诸城。在1890年代末，四艘舰均被大规模重建，它们的副炮实现了现代化，推进装置也得到了升级。它们于1902年至1910年间撤出现役，降为担任次要职能。其中萨克森号和巴伐利亚号成为靶舰、符腾堡号成为鱼雷教练船，这三艘舰于1919年至1920年间拆解报废。巴登号则在1910年至1920年担任靶舰期间，一度被改造为布栅废船。它一直留存至1938年才拆解报废。
| 舰只       | 武装                  | 装甲    | 排水量 | 推进器                               | 造价            | 运用   | 运用           | 运用           |
| 舰只       | 武装                  | 装甲    | 排水量 | 推进器                               | 造价            | 铺设   | 服役           | 结局           |
| ---------- | --------------------- | ------- | ------ | ------------------------------------ | --------------- | ------ | -------------- | -------------- |
| 萨克森号   | 6 × 260毫米22倍径箍炮 | 254毫米 | 7935吨 | 双轴单胀蒸汽机，13.6節（25.2每小時） | —               | 1875年 | 1878年10月20日 | 1919年拆解报废 |
| 巴伐利亚号 | 6 × 260毫米22倍径箍炮 | 254毫米 | 7935吨 | 双轴单胀蒸汽机，13.6節（25.2每小時） | 913.3万黄金马克 | 1874年 | 1881年8月4日   | 1919年拆解报废 |
| 符腾堡号   | 6 × 260毫米22倍径箍炮 | 254毫米 | 7935吨 | 双轴单胀蒸汽机，13.6節（25.2每小時） | 832.5万黄金马克 | 1876年 | 1881年5月9日   | 1920年拆解报废 |
| 巴登号     | 6 × 260毫米22倍径箍炮 | 254毫米 | 7935吨 | 双轴单胀蒸汽机，13.6節（25.2每小時） | 853.4万黄金马克 | 1876年 | 1883年9月24日  | 1939年拆解报废 |

### 奥尔登堡号

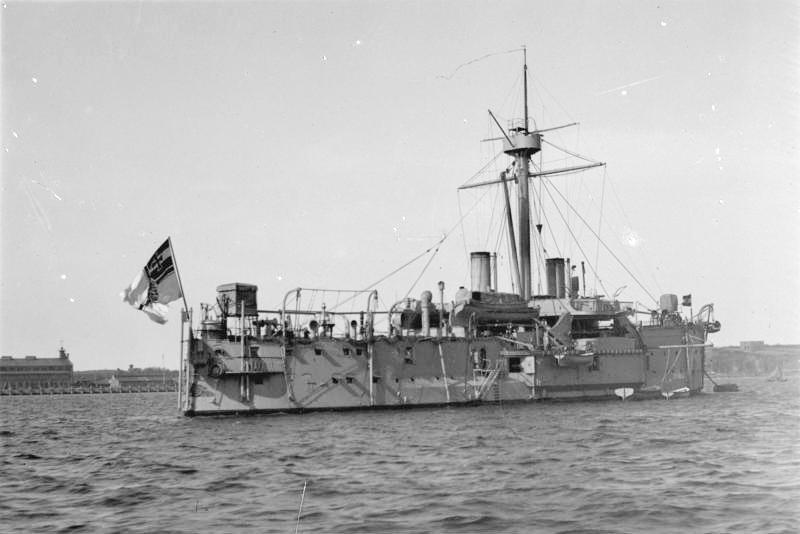
奥尔登堡号泊港

奥尔登堡号于1883年在斯德丁的伏尔铿船厂铺设龙骨，1884年12月下水，至1886年4月投入帝国海军使用。它原本应成为萨克森级的第五艘舰，但预算的限制和当局对萨克森级的不满促成了重新设计，使之与早期的舰只几乎没有相似之处。奥尔登堡号的主炮为装备在舰舯区域的八门240毫米炮，其中六门置于主甲板的中央炮廓内，另外两门位于舷侧的正上方。这是第一艘由德国独立建造的钢制主力舰，并且完全不设索具。
奥尔登堡号在帝国海军服役期间并无出彩表现。它于1880年代末和1890年代初参与了舰队的训练演习，但在1890年代的大部分时间都是作为预备役闲置。它的唯一一次重要部署是在1897－1898年，当时它参加了国际海军示威，以抗议希腊吞并克里特岛。它于1900年退出现役，成为一艘港湾警戒船。从1912年至1919年，它被公海舰队用作靶舰；后于1919年报废出售，并于同年拆解。
| 舰只       | 武装                  | 装甲    | 排水量 | 推进器                               | 造价            | 运用   | 运用         | 运用           |
| 舰只       | 武装                  | 装甲    | 排水量 | 推进器                               | 造价            | 铺设   | 服役         | 结局           |
| ---------- | --------------------- | ------- | ------ | ------------------------------------ | --------------- | ------ | ------------ | -------------- |
| 奥尔登堡号 | 8 × 240毫米30倍径箍炮 | 300毫米 | 5743吨 | 双轴双胀蒸汽机，13.8節（25.6每小時） | 888.5万黄金马克 | 1883年 | 1886年4月8日 | 1919年拆解报废 |

## 脚注
注释
1. ↑  帝国海军也获得了一些装甲炮舰，包括用于江河的莱茵级浅水重炮舰（英语：Rhein-class monitor）和胡蜂级“熨斗炮舰”。尽管它们具备装甲保护，但通常不将其描述为铁甲舰。[2]术语“铁甲舰”通常是指继风帆战列舰之后和前无畏舰战列舰之前的这一时期的铁甲主力舰；[3]但也有其他历史学家更为广泛的使用该术语，尤其是对应美国内战期间由美国海军运用的小型装甲船。[4]阿米尼乌斯号和阿达尔贝特亲王号尽管通常被列入铁甲主力舰名单中，但它们比后来的德国铁甲舰都要小得多。[5][6][7]
2. ↑  译名参考自《第三帝国海军综合事典》。[8]
3. ↑  译名参考自《德国海军的崛起: 走向海上霸权》。[9]
4. ↑  译名参考自《德国海军的崛起: 走向海上霸权》。[13]
5. ↑  译名参考自《德国海军的崛起: 走向海上霸权》。[13]
6. ↑  译名参考自《德国海军的崛起: 走向海上霸权》。[15]
7. ↑  译名参考自《德国海军的崛起: 走向海上霸权》。[15]
8. ↑  译名参考自《德国海军的崛起: 走向海上霸权》。[15]
9. ↑  译名参考自《德国海军的崛起: 走向海上霸权》。[18]
10. ↑  译名参考自《德国海军的崛起: 走向海上霸权》。[18]
11. ↑  译名参考自《德国海军的崛起: 走向海上霸权》。[18]
12. ↑  在这个十年的末期，德国海军又重回主力舰建造，首先是一系列岸防舰，然后是远洋战列舰。[23]
13. ↑  海军历史学家埃里希·格勒纳（英语：Erich Gröner）指出，满载的定义“等于排水量加上满载燃料油、柴油、煤、备用锅炉给水、舰载机燃料和特殊设备”。[24]
14. ↑  译名参考自《德国海军的崛起: 走向海上霸权》。[13]
15. ↑  译名参考自《德国海军的崛起: 走向海上霸权》。[18]
16. ↑  译名参考自《德国海军的崛起: 走向海上霸权》。[18]
17. ↑  译名参考自《德国海军的崛起: 走向海上霸权》。[18]
18. ↑  译名参考自《德国海军的崛起: 走向海上霸权》。[54]
19. ↑  舰只造价并未记录在格勒纳的著作中。[53]

引用
1. ↑  Gröner，第1–9頁.
2. ↑  Gardiner，第261頁.
3. ↑  Greene & Massignani，第12頁.
4. ↑  Canney，Introduction.
5. 1 2 3 4 5 6 7 8 9 10 11 12 13 14 15 16  Gröner，第1頁.
6. ↑  Gardiner，第242頁.
7. 1 2 3 4 5 6  Sullivan，第17頁.
8. ↑  第三帝国海军综合事典，第64頁
9. ↑  劳伦斯，第57頁
10. ↑  Sondhaus Weltpolitik，第73頁.
11. ↑  Sondhaus Weltpolitik，第66頁.
12. ↑  Sondhaus Weltpolitik，第74頁.
13. 1 2 3  劳伦斯，第76頁
14. 1 2  Greene & Massignani，第199頁.
15. 1 2 3  劳伦斯，第83頁
16. ↑  Gardiner，第243–244頁.
17. ↑  Gardiner，第240頁.
18. 1 2 3 4 5 6  劳伦斯，第105頁
19. ↑  Gardiner，第244–245頁.
20. 1 2  Sondhaus Weltpolitik，第113頁.
21. 1 2  Sondhaus Weltpolitik，第135頁.
22. ↑  Sondhaus Weltpolitik，第160–165頁.
23. ↑  Gröner，第10–13頁.
24. ↑  Gröner，第ix頁.
25. 1 2 3 4 5 6 7 8 9 10 11 12 13 14  Gröner，第2頁.
26. ↑  Sondhaus Weltpolitik，第84, 95頁.
27. ↑  Gröner，第1–2頁.
28. ↑  Sondhaus Weltpolitik，第83–84頁.
29. 1 2 3  Sondhaus Naval Warfare，第102頁.
30. ↑  Sondhaus Naval Warfare，第121頁.
31. ↑  Greene & Massignani，第280頁.
32. 1 2 3 4 5 6 7 8 9 10 11 12 13 14 15  Gröner，第3頁.
33. 1 2 3  Gardiner，第243頁.
34. 1 2 3 4 5 6 7 8  Gröner，第4頁.
35. ↑  Herwig，第12頁.
36. ↑  Gröner，第13頁.
37. ↑  Sondhaus Naval Warfare，第109頁.
38. ↑  Gottschall，第120頁.
39. ↑  Gröner，第3–4頁.
40. 1 2 3  Gardiner，第244頁.
41. ↑  Gardiner，第242–243頁.
42. 1 2 3 4 5 6 7 8 9 10 11 12 13  Gröner，第5頁.
43. 1 2  Gröner，第5–6頁.
44. 1 2 3 4 5 6 7 8 9 10 11 12 13 14 15 16 17  Gröner，第6頁.
45. ↑  Sondhaus Weltpolitik，第124–132頁.
46. ↑  Sondhaus Weltpolitik，第192–196頁.
47. 1 2 3  Gardiner，第245頁.
48. ↑  Sondhaus Naval Warfare，第120頁.
49. ↑  Gröner，第6–7頁.
50. ↑  Sondhaus Weltpolitik，第140–141, 161–163, 179頁.
51. ↑  Gottschall，第146–190頁.
52. 1 2 3 4 5 6  Gröner，第7頁.
53. 1 2 3 4 5 6 7 8 9 10 11 12 13 14 15 16 17 18 19 20  Gröner，第8頁.
54. ↑  劳伦斯，第129頁
55. ↑  Sondhaus Weltpolitik，第162–198頁.
56. ↑  Gröner，第7–8頁.
57. 1 2 3 4 5 6 7 8 9  Gröner，第9頁.
58. ↑  Gardiner，第246頁.
59. ↑  Sondhaus Weltpolitik，第166頁.
60. ↑  Sondhaus Weltpolitik，第163–194頁.
61. ↑  Sondhaus Weltpolitik，第220頁.

## 延伸阅读
- Dodson, Aidan. . Barnsley: Seaforth Publishing. 2016. ISBN 978-1-84832-229-5.
- Schenk, Peter; Nottlemann, Dirk; Sullivan, David M. . Warship International. 2012, XLIX (1): 59–84. ISSN 0043-0374.